# Radeberger Exportbierbrauerei

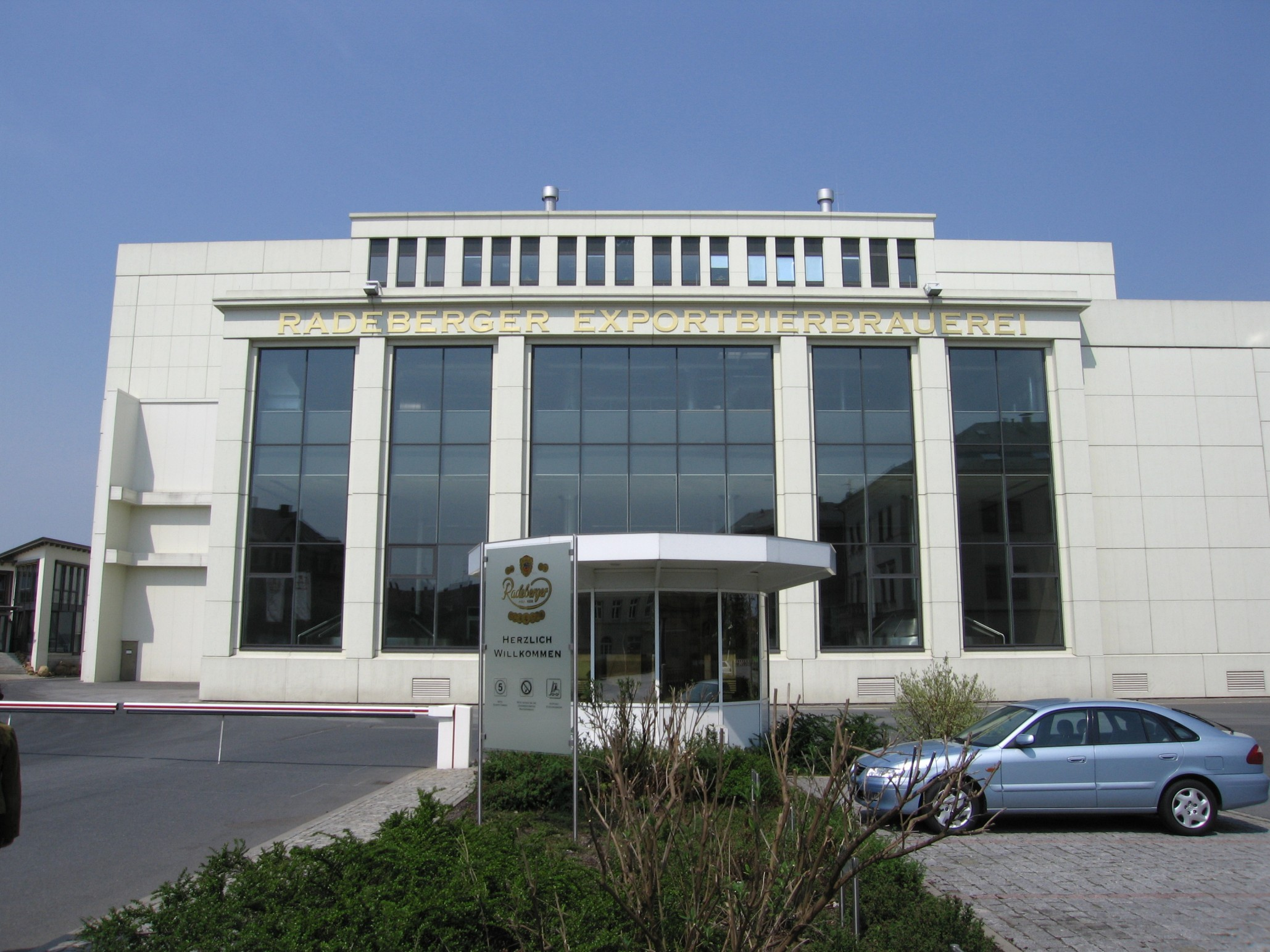
Produktionsgebäude mit Sudhaus, Gärkeller, Lagerkeller und Filtration

Die Radeberger Exportbierbrauerei GmbH ist eine deutsche Brauerei, die in Radeberg nahe Dresden ansässig ist. Die Brauerei ist nach eigenem Bekunden die erste in Deutschland, die Bier ausschließlich nach Pilsner Brauart braute.
Die Brauerei produziert und vertreibt heute nur eine Marke, das Radeberger Pilsner, sowie seit 2022 auch ein alkoholfreies Bier. Sie ist die namensgebende Brauerei der Radeberger Gruppe, einer Tochtergesellschaft der Dr. August Oetker KG. Im Brauerei-Ausschank, der direkt unterhalb der Brauerei in Richtung Altstadt gelegen ist, ist auch ein Zwickelbier erhältlich. 
2001 erreichte sie einen Jahresausstoß von 1.966.000 Hektoliter Bier.
Die in der Dresdner Straße 2 liegenden historischen Gebäude stehen heute unter Denkmalschutz.  In dem von der Straße einsehbaren Sudhaus stehen Anlagen aus rostfreiem Stahl. Laut Auskunft des Unternehmens besteht seit 1992 eine Werbepartnerschaft mit der Dresdner Semperoper.

## Geschichte
Im Jahr 1872 wurde die Brauerei als Aktienbrauerei Zum Bergkeller gegründet. Seit 1885 firmierte sie als Radeberger Export-Bierbrauerei AG. Die Quellen für das besonders weiche und kalkarme Brauwasser der Radeberger Exportbierbrauerei befinden sich im Karswald. Dazu ist um 1901 eine rund 7,5 km lange Wasserleitung vom Fischbacher Staatsforstrevier in das Radeberger Brauereigelände mit einem Kostenaufwand von 265.000 Mark gebaut worden. Aufgrund anhaltender wirtschaftlicher Schwierigkeiten ging das Unternehmen 1903 in Liquidation. Die Brauerei-Anlagen und die Markenrechte übernahm die 1903 – wahrscheinlich eigens als Auffanggesellschaft – gegründete Deutsche Bierbrauerei AG mit Sitz in Berlin, die im März 1925 wieder die Firma Radeberger Export-Bierbrauerei AG annahm und auch den Sitz nach Radeberg verlagerte. Per Dekret vom 11. Dezember 1905 durfte die Brauerei ihr Radeberger Pilsner als „Tafelgetränk Seiner Majestät des Königs Friedrich August von Sachsen“ bezeichnen. Diese Entwicklung von einer Kleinbrauerei zu einem industriellen Großbetrieb bewirkte der damalige Direktor der Brauerei Conrad Brüne, der auch einen Besuch des Königs 1907 in der Brauerei arrangierte.
1918 wurde die Brauerei Münchener Brauhaus in Berlin als Zweigbetrieb gepachtet; durch Fusion wurden 1921 die Einsiedler Brauhaus AG in Einsiedel bei Chemnitz und die Feldschlößchen-Brauerei AG in Dresden übernommen, sowie 1922 die Aktien-Bierbrauerei „Gambrinus“ in Dresden und die Hofbrauhaus Aktien-Bierbrauerei und Malzfabrik in Dresden. Nicht alle der so hinzugekommenen Brauerei-Anlagen wurden weiterbetrieben.
Auf zahlreichen Messen und unterschiedlichen Fachausstellungen bekam die Radeberger Export-Bierbrauerei für ihre Leistungen auf dem Gebiet der Bierbrauerei unzählige Auszeichnungen, Medaillen, Anerkennungen und Ehrenpreise verliehen. Mit einigen dieser zum Teil historischen Auszeichnungen wirbt man noch heute. In den DDR-Zeiten wurde das Radeberger Bier vor allem ins Ausland exportiert oder in Interhotels verkauft.
Nach der Wiedervereinigung wurden die Brauereianlagen in großem Umfang erneuert. Radeberger gehört heute zu den modernsten Brauereien Europas. Im Jahr 2002 feierte Radeberger 130 Jahre Exportbierbrauerei. Im selben Jahr wurde die „Binding Gruppe“ in „Radeberger Gruppe“ umbenannt.

## Galerie

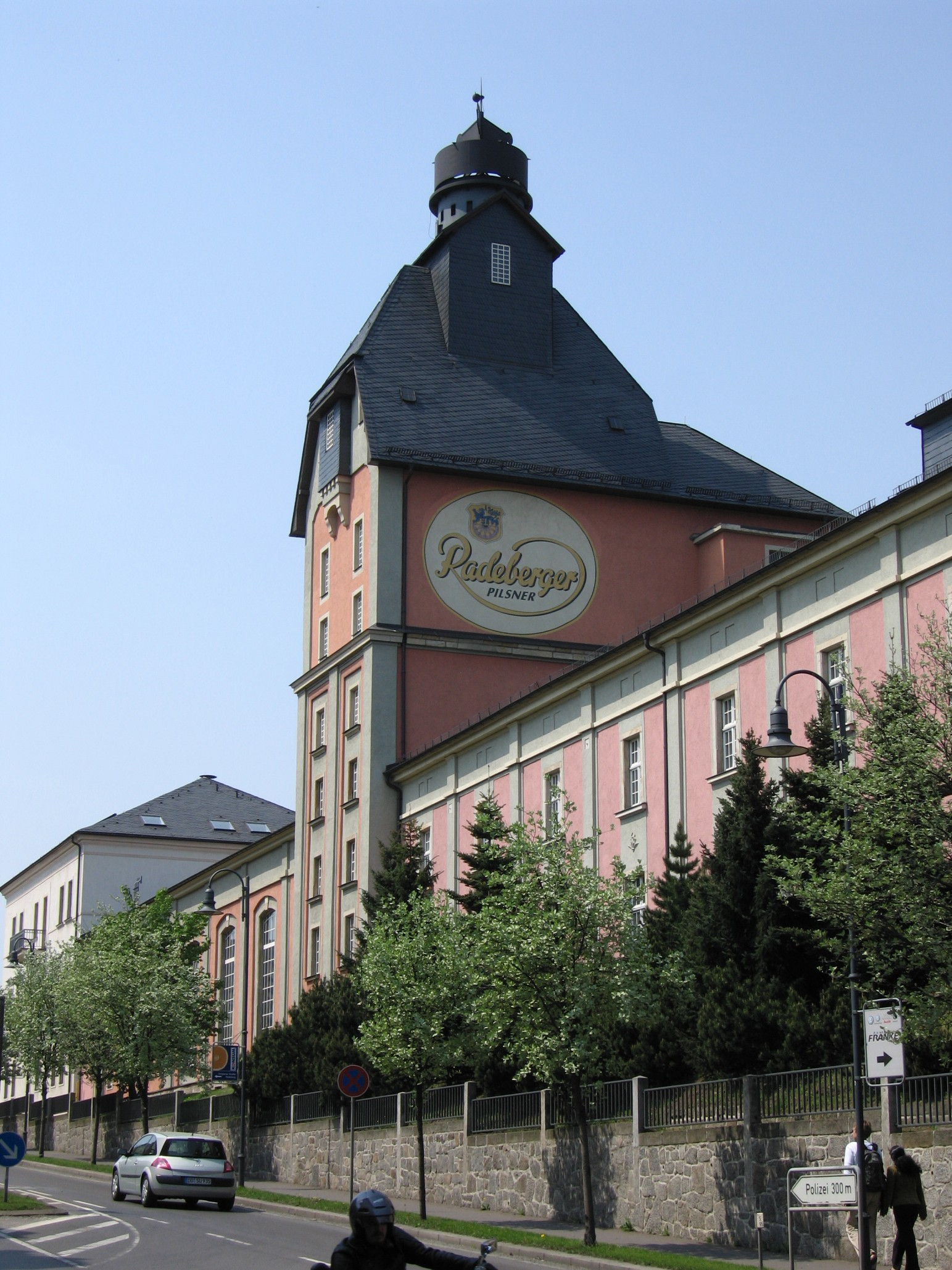
Darreturm der Radeberger Exportbierbrauerei
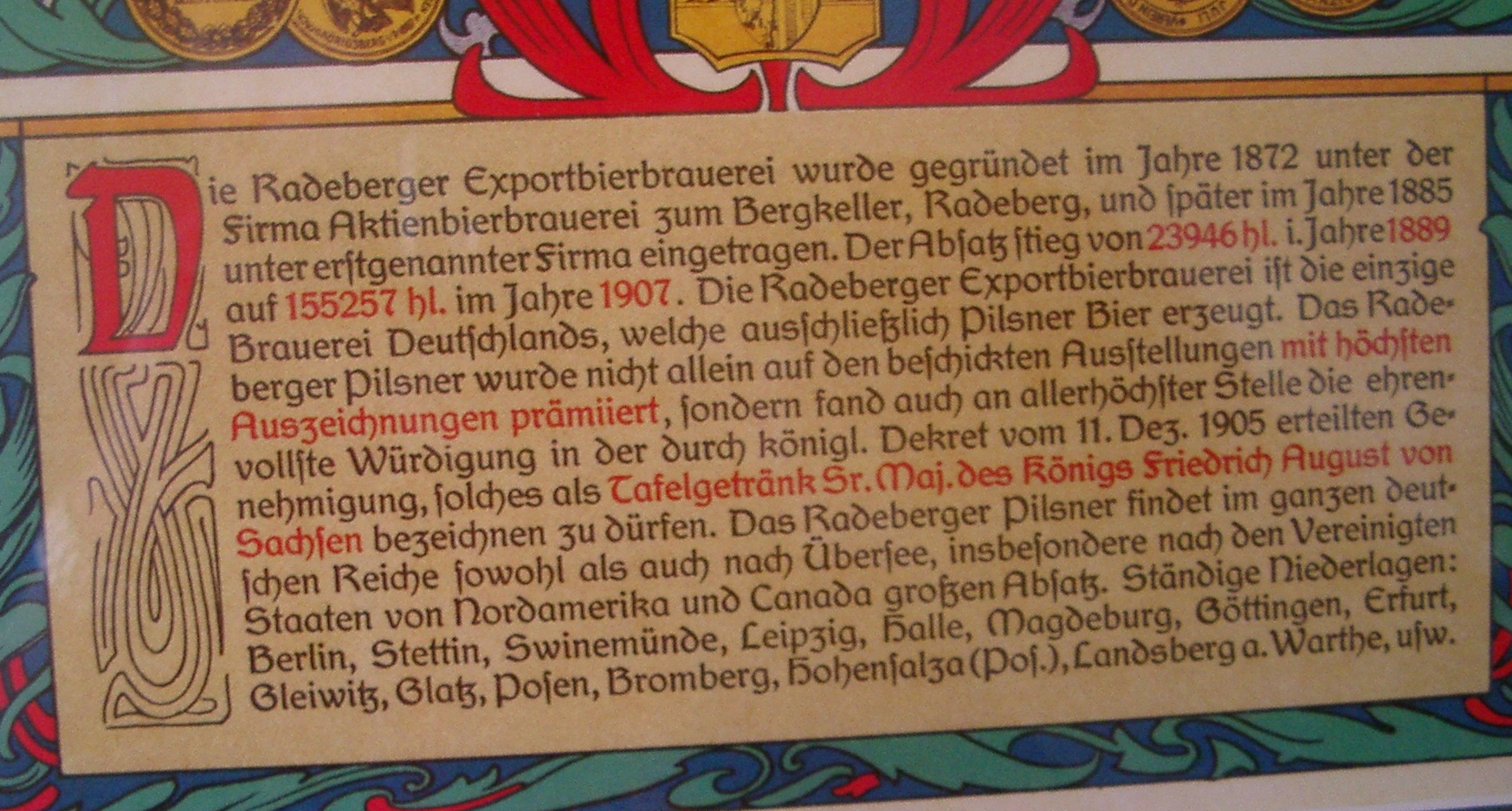
Geschichtliche Selbstdarstellung der Brauerei
Werbeanzeige der Brauerei um 1900
Aktie über 100 RM der Radeberger Exportbierbrauerei AG vom März 1942
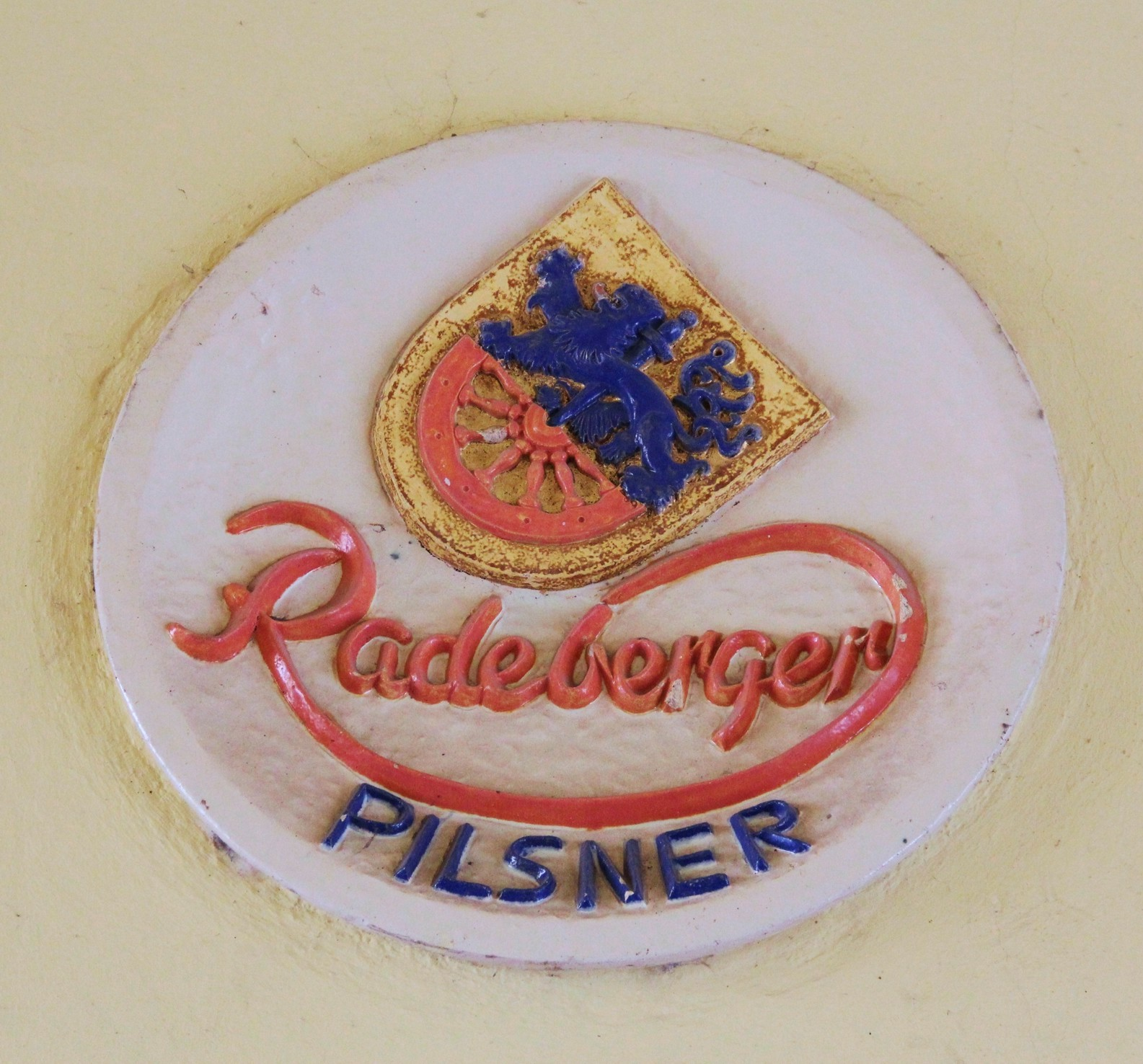
Historisches Werbe-Relief der Brauerei in Sachsen
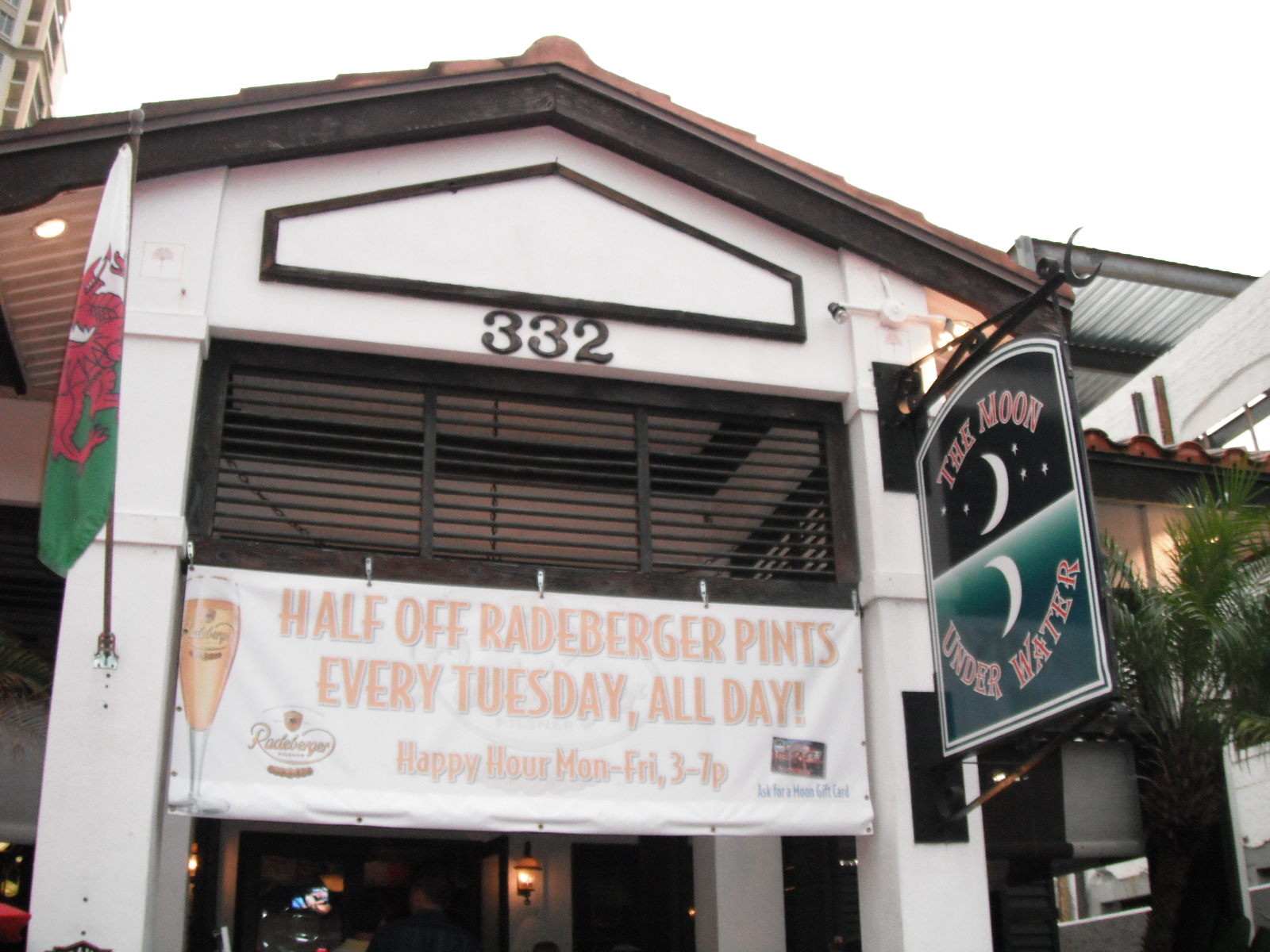
Bierwerbung in Saint Petersburg (Florida / USA)
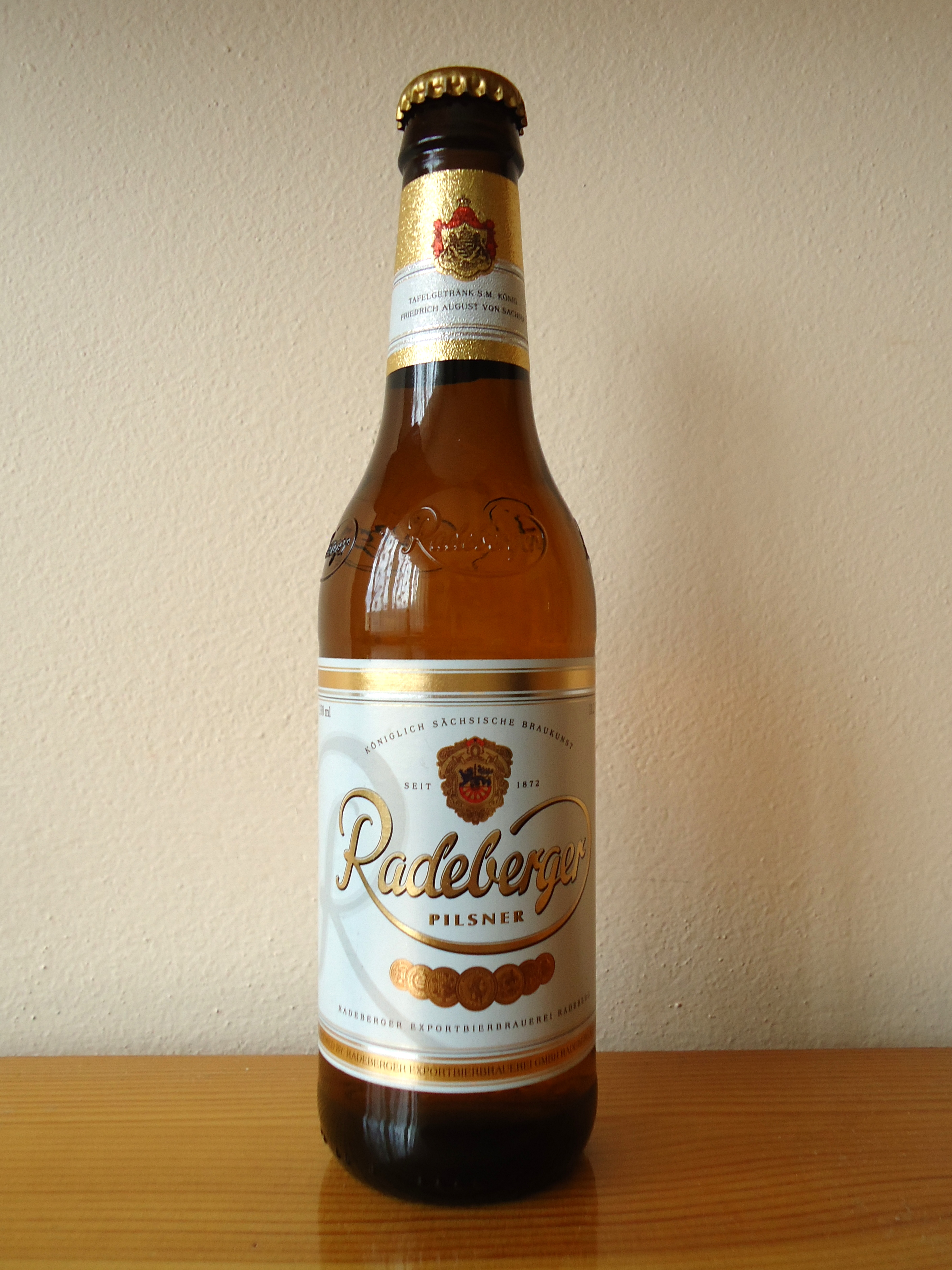
Radeberger Pilsner, Flaschenbier

## Angaben zum Bierausstoß 1888–1913
(Angaben in Hektoliter)
- 1888/1889 = 23.946
- 1889/1890 = 31.131
- 1890/1891 = 35.840
- 1891/1892 = 40.727
- 1892/1893 = 46.992
- 1893/1894 = 48.998
- 1894/1895 = 56.837
- 1895/1896 = 60.961
- 1896/1897 = 69.718
- 1897/1898 = 79.381
- 1898/1899 = 82.196
- 1899/1900 = 91.063
- 1900/1901 = 98.309
- 1902/1903 = 98.955
- 1912/1913 = 230.000

## Sonstiges
In der TV-Serie Two and a Half Men trinkt Hauptfigur Charlie Harper (Charlie Sheen)  Radeberger Flaschenbier.